# Betongblandare

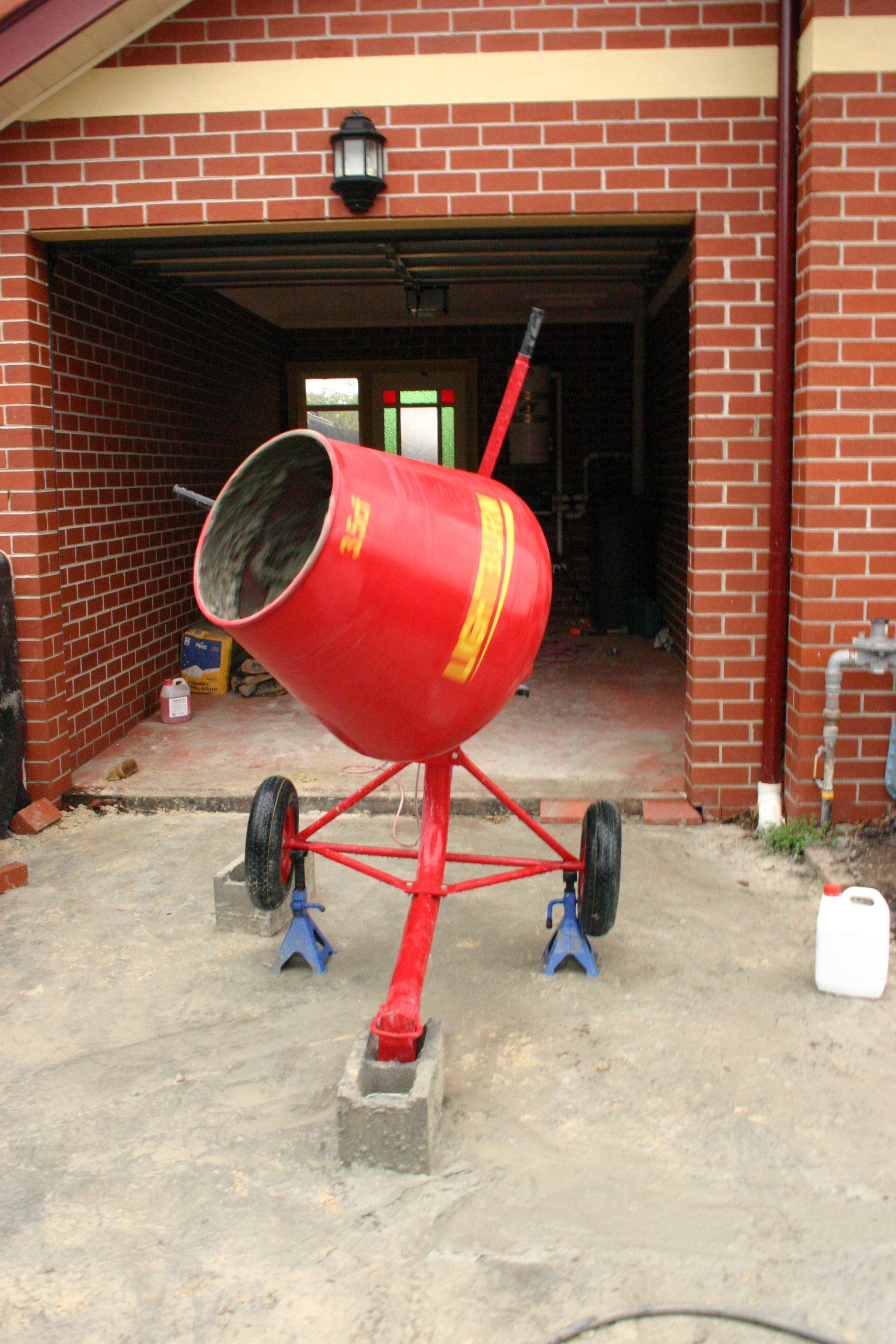
Liten frifallsblandare.

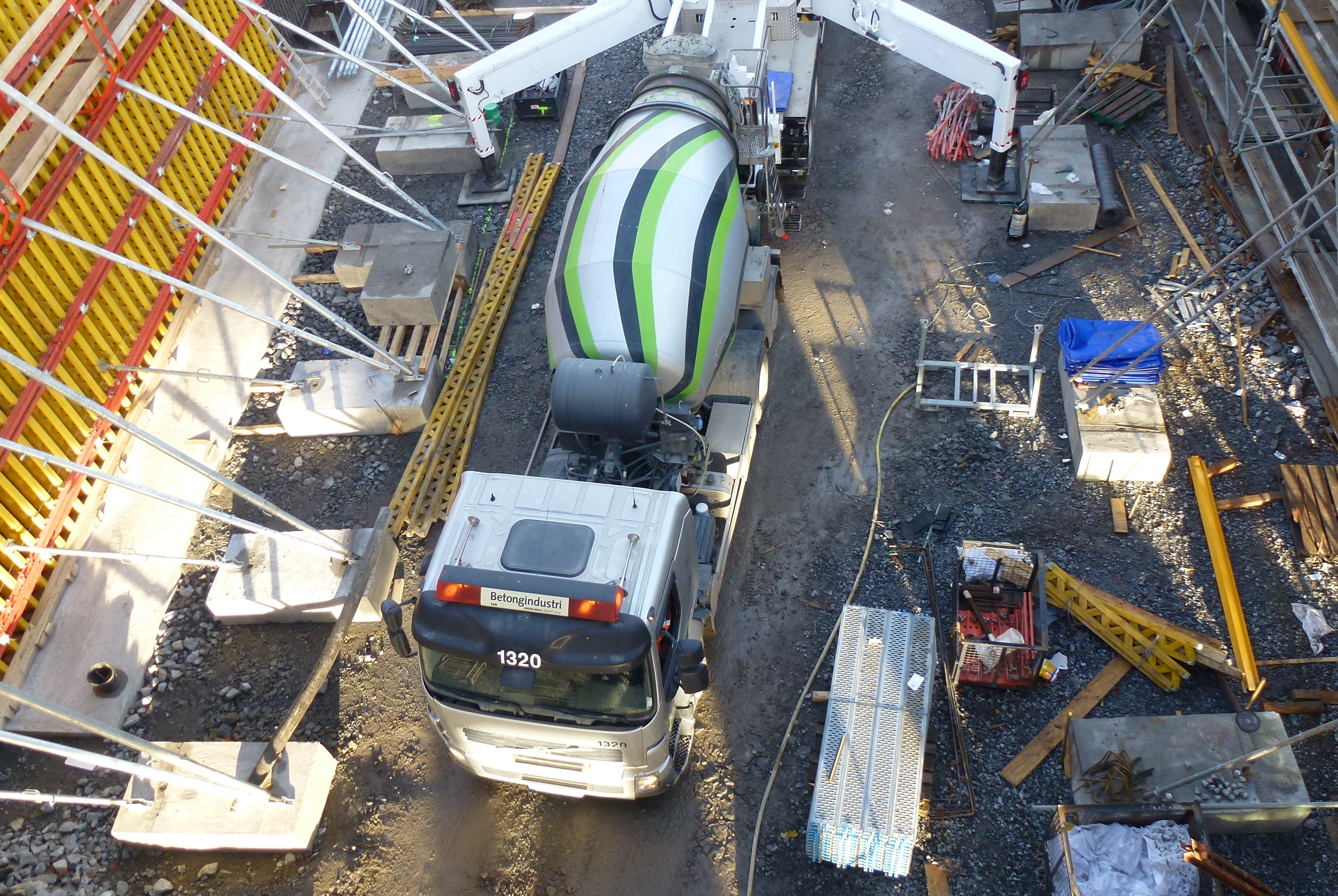
Svensk betongbil från Betongindustri.

Schematisk illustration över en betongbil.

Betongblandare, (även kallad "cementblandare"), är en anordning för att blanda produkter baserade på kalk och cement med vatten och ballast. Betongblandaren uppfanns av Franz Whernman[källa behövs]. 

## Frifallsblandare
Den vanligaste typen av betongblandare är frifallsblandaren (även kallad trumblandare eller på grund av utseendet "tombola"). Den består huvudsakligen av en roterande trumma som vilar på två horisontella axlar och har vingar monterade inuti. Tömning sker genom att man ändrar på rotationsriktningen. Fördelen med frifallsblandaren är att den är oftast större än tvångsblandaren (kan blanda mer kubikmeter betong per sats). Frifallsblandare ska ej förväxlas med betongroterare som sitter på en betongbil (roteraren blandar inte betongen).

## Tvångsblandare
Den mindre vanliga typen av betongblandare är tvångsblandaren. Den vanligaste konstruktionen är en fast trumma, eller flatbottnat kar, med roterande skovlar eller annan typ av omrörare inuti. Fördelen med tvångsblandare är att betongen kan blandas på en kortare tid, jämfört med frifallsblandare. Tvångsblandare kan normalt sett blanda mindre satser än frifallsblandare.  